# 近藤貴路
近藤 貴路（こんどう たかゆき、1982年11月5日 - ）は、北海道出身の日本の俳優。所属劇団「PU-PU-JUICE」。

## 主な出演作品

### 舞台
- Xmasワンナイト 「ONE NIGHT JACK」（2006年）
- Pu-Pu-Clicquot Rose Labal 「THE EQUINOX」（2007年）
- PU-PU-JUICE 第3回公演 『MARRIAGE BLUE PLANET』（2007年、主演：大迫一平）
- PU-PU-JUICE 第4回公演 『クロス』（2007年、主演：永沼友由輝）
- PU-PU-JUICE 第5回公演 『R-18』（2008年、主演：大迫一平）
- PU-PU-JUICE 第6回公演 『妄想協奏曲』（2008年、主演：大迫一平）
- PU-PU-JUICE 第7回公演 『汚れたアヒル』（2009年、主演：近藤貴路）
- PU-PU-JUICE 第8回公演 『新・罪と罰』（2009年、主演：いしだ壱成）
- PU-PU-JUICE 第9回公演 『パニ☆ホス』（2009年、主演：加賀美早紀）
- PU-PU-JUICE 第10回公演 『結婚狂想曲』（2010年、主演：浅見れいな）

### TV
- 行列のできる法律相談所

### CM
- NTT docomo「N903iS」

### CF
- 講談社「東京一週間」